# Ruta Estatal de California 121
La Ruta Estatal de California 121, y abreviada SR 121 (en inglés: California State Route 121) es una carretera estatal estadounidense ubicada en el estado de California. La carretera inicia en el Sur desde la SR 37     en Sears Point hacia el Norte en la SR 128  cerca del Lago Berryessa. La carretera tiene una longitud de 54 km (33.567 mi).

## Mantenimiento
Al igual que las autopistas interestatales, y las rutas federales y el resto de carreteras estatales, la Ruta Estatal de California 121 es administrada y mantenida por el Departamento de Transporte de California por sus siglas en inglés Caltrans.

## Cruces
La Ruta Estatal de California 121 es atravesada principalmente por la  SR 12  SR 29   cerca de Sonoma y Napa.